# Sigurd Snake-in-the-Eye
Sigurd Snake-in-the-eye (tiếng Bắc Âu cổ: Sigurðr ormr í auga) hay Sigurd Áslaugsson là một chiến binh Viking và vua Đan Mạch bán huyền thoại xuất hiện từ giữa đến cuối thế kỷ thứ 9. Theo nhiều nguồn từ sử thi và lịch sử Scandinavia từ thế kỷ thứ 12 và sau này, ông là một trong các con trai của Viking huyền thoại Ragnar Lodbrok và Áslaug. Hình mẫu lịch sử của ông có thể là vị vua Đan Mạch huyền thoại Sigfred đã cai trị một thời gian ngắn trong khoảng những năm 870. Cây gia phả các vua Na Uy thời Trung Cổ ghi danh ông là tổ tiên của Harald Fairhair và dùng gia phả của mẹ ông trong Völsung để truy gia phả từ thời Harald và các hậu duệ của ông về đến tận thời Odin.

## Đầu đời
"Snake-in-the-eye" (Rắn-trong-mắt) trong tên của Sigurd là thể hiện một đặc điểm cơ thể. Ông sinh ra với con ngươi hình thù kỳ lạ, được miêu tả như hình ảnh của ouroboros (một con rắn tự cắn đuôi mình).
Theo Sử thi của Ragnar Lothbrok, khi Sigurd còn bé, hai anh cùng cha khác mẹ của ông là Eric và Agnar bị giết bởi ông vua Thụy Điển Eysteinn Beli (còn được biết đến là Östen). Khi Áslaug nghe tin Eric và Agnar đã chết, dù không phải mẹ ruột của họ, bà đã khóc ra máu và ra lệnh cho các con trai của Ragnar báo thù cho anh em họ. Do ông vua Thụy Điển kiểm soát Uppsala và một con bò thần tên là Sibilja, Ivar the Boneless tin rằng các vị thần theo phe Eysteinn và sợ rằng ông ta có ma thuật. Tuy nhiên, khi em trai ông, Sigurd Snake-in-the-Eye lúc đó ba tuổi, đòi đi chiến đấu với Eysteinn, các anh em đã đổi ý. Cha nuôi của Sigurd giúp ông tập hợp 5 thuyền dài. Hvitserk và Björn Ironside triệu tập được 14, và Aslaug cùng Ivar the Boneless triệu tập được 10 thuyền mỗi người, và họ dẫn quân đi chiến đấu với Eysteinn để báo thù.
Sử gia Saxo Grammaticus thuật lại rằng Sigurd, khi còn trẻ, rất thân với cha mình, đã từng lưu lại Scotland và Quần đảo Scotland. Sau khi đội quân Viking của Ragnar hạ gục các bá tước địa phương, Sigurd và người anh em Radbard được bổ nhiệm làm người cai trị ở các vùng đất này. Sau này Sigurd cùng các anh em đồng hành với Ragnar trên một chuyến thám hiểm gian nan qua nước Rus' để đến Hellespont.

## Cái chết của Ragnar Lothbrok và Đại Quân Ngoại đạo
Hầu hết các nguồn sử truyền thuyết cho rằng Vua Ælla của Northumbria đã xử tử Ragnar Lothbrok, vào khoảng năm 865, bằng cách cho người thả ông xuống một hố đầy rắn độc. Theo các nguồn sử truyền thống, người ta nói rằng Ragnar đã gào lên: "Lũ lợn con sẽ kêu lên thế nào, nếu chúng biết con lợn già đã phải chịu những gì!" Người ta cho rằng Sigurd và các anh em đã nghe tin Ragnar chết từ một sứ thần phía Ælla. Khi nghe tin, Sigurd giận dữ đến độ ông cứa tay mình đến tận xương bằng con dao ông đang cầm; người anh em của ông là Björn Ironside được cho là đã nắm một ngọn giáo mạnh đến nỗi vết ngón tay ông hằn lên trên cán gỗ. Sigurd cùng các anh em thề sẽ báo thù cho cái chết của Ragnar.
Trong các năm 865–866, các thủ lĩnh Viking là Ivar the Boneless và Ubbe vượt Biển Bắc cùng một stor hær ("Đại Quân"). Các nguồn sử truyền thống cho rằng tất cả những đứa con trai còn sống của Ragnar, ngoại trừ Ivar, tấn công vương quốc của Ælla, và thất bại. Anh của Sigurd, Ivar the Boneless, gợi ý một chiến thuật mới, trong đó Đại Quân Ngoại đạo tấn công và phá hoại York, để ép Ælla phải tấn công đúng lúc họ muốn. Theo kế hoạch của Ivar, người Viking giả vờ rút lui, khiến Ælla khinh địch đuổi theo và bị bao vây. Theo Ragnarssona þáttr (Chuyện các Con trai của Ragnar, một phần của Sử thi Ragnar Lothbrok), Ælla bị bắt sống và bị tử hình bằng đại bàng máu.

## Các hậu duệ của Sigurd
Ragnarssona þáttr nói rằng sau khi cha ông qua đời, Sigurd được thừa hưởng Zealand, Scania, Halland, quần đảo Đan Mạch, và Viken. Cũng có thể ông từng đồng cai trị Đan Mạch trong một thời gian với Halfdan, do các nguồn sử Frank miêu tả Sigfred và Halfdan đã cai trị vào năm 873 – hai cái tên Sigurd và Sigfred thường bị nhầm lẫn trong văn học Bắc Âu. Có thể ông đã thừa kế Halfdan Ragnarsson và trở thành người cai trị duy nhất của Đan Mạch trong khoảng năm 877, khi Halfdan tử trận phía bên kia Biển Ireland. Một người Viking Đan Mạch tên là Sigfred, dường như đã trở thành người không còn đất đai, đã bị hạ sát ở Tây Francia vào năm 887; có thể là cùng một người. Sigurd kết hôn với Blaeja, con gái vua Ælla của Northumbria và họ có hai con, Harthacanute và Áslaug Sigurðardóttir, Áslaug sau này hết hôn với Helge của dòng dõi Dagling.
Helge có thể đã thừa kế ông bố vợ nổi tiếng và làm vua Đan Mạch ít lâu trước khi bị lật đổ bởi Olof, một tộc trưởng Viking đến từ Thụy Điển trong khoảng năm 900.
Ragnarssona þáttr nói rằng vua Đan Mạch Harthacanute là con trai của Sigurd. Tuy nhiên, người chép sử thế kỷ 11 là Adam of Bremen nhắc đến Hardegon (có thể là Harthacanute) là con trai của một người tên là Sven. Hardegon hay Harthacanute thừa kế Sigtrygg Gnupasson và trở thành vua của một phần Đan Mạch (có thể là Jutland, nhưng theo các nguồn sử sau này thì là Zealand, Scania và Halland) trong khoảng năm 916. Theo Ragnarssona þáttr, ông ta cuối cùng đã để mất Viken (Oslofjord) vốn đã là một phần của vương quốc Đan Mạch từ thế kỷ thứ 9. Ông là cha của Gorm the Old, vua Đan Mạch. Gorm nối ngôi cha và kết hôn với Thyra.
Con trai của Gorm, Harald Bluetooth nối ngôi cha và có thể đã kết hôn ba lần với ba người vợ Gunhild, Tove và Gyrid. Harald có một đứa con trai là Sweyn Forkbeard. Sweyn nối ngôi cha và kết hôn với Gunhild (Świętosława của Ba Lan). Họ có một đứa con trai là Cnut Đại đế. Sweyn cũng đã thống trị Anh và thành lập nên Đế chế Đan Mạch. Khi Sweyn qua đời, con trai ông là Harald Svendsen trở thành vua Đan Mạch, còn ông vua trước đây của Anh, Ethelred, chiếm lại ngai vàng. Sau khi Harald chết, em ông ta là Cnut Đại đế làm vua, thống nhất lại quyền lực của Đế chế Đan Mạch phía bên kia Biển Bắc. Ông cưới Emma xứ Normandie và có một đứa con trai là Harthacnut. Khi Cnut qua đời (và sau khi các anh em khác của Harthacnut cũng đã chết), Harthacnut trở thành vua của Đan Mạch và Anh. Sau khi ông ta chết, Edward Người xưng tội trở thành người cai trị Anh vào năm 1042. Sweyn Forkbeard cũng có một đứa con gái, Estrid, là tổ tiên của mọi vị vua và nữ hoàng Đan Mạch kể từ năm 1047.
Con gái của Sigurd là Áslaug, như đã kể trên, kết hôn với Helgi Sắc sảo của triều đại Dagling. Họ có một đứa con trai là Sigurd Hart, sau này kết hôn với một phụ nữ là Ingeborg. Sigurd Hart và Ingeborg có hai đứa con là Guttorm Sigurdsson và Ragnhild Sigurdsdotter. Khi bác của Sigurd Hart, vua Fróði của Ringerike qua đời, Sigurd Hart được cho là đã đến Na Uy để nối ngôi vua Ringerike.

## Trong văn hóa đại chúng
Sigurd Snake-in-the-eye xuất hiện trong một phần của phim truyền hình Vikings, phát sóng trên kênh History Channel và được thủ vai bởi David Lindström.
Sigurd cũng là một trong những nhân vật phản diện của trò chơi điện tử Mount and Blade: Viking Conquest.

## Dẫn nguồn
- Tale of Ragnar's Sons (Ragnarssona þáttr)
- Tale of Ragnar Lodbrok (Ragnars saga Loðbrókar)

## Đường dẫn ngoài
- The Tale of Ragnar's Sons Lưu trữ ngày 7 tháng 12 năm 2012 tại Wayback Machine - translation by Peter Tunstall